# 明之星女子短期大学
明之星女子短期大学（日语：／ Akenohoshi Joshi Tanki Daigaku *）是过去一所位于日本埼玉县埼玉市绿区的私立短期大学。

## 概要

### 简介
- 学校最早可以追溯到1965年即幼儿园的创立[注 3][1]。短期大学为于1971年开办、由学校法人明之星学园经营、来教育的基础是天主教。招生到2001年、停办于2003年[2]。

### 历史
- 1971年 明之星女子短期大学成立并同时设置两个学科、以下列举。
- 英语科
- 法语科
- 1999年 两个学科合并为国际交流学科[注 1]。分离为两个专攻、以下列举。
  - 英语专攻
  - 法语专攻
- 2001年 最后一年招生、次年停止招生（正式停办于2003年9月30日[2]）。

## 学校环境
- 校区：在了埼玉县埼玉市绿区

## 历任校长
- 安莉叶·罐婷[注 4]第一代短期大学校长[3]。

## 组织

### 学科
- 国际交流学科[注 1]
  - 英语专攻
  - 法语专攻

### 前学科
| - 英语科 - 法语科 |

### 专科
| - 没有 |

### 业余课程
| - 没有 |

## 相关链接
- 日本短期大学列表
- 青森明之星短期大学